# Sinónimos: Un israelí en París
Sinónimos: Un israelí en París en Argentina y Chile, Sinónimos en España y resto de Hispanoamérica, (en francés: Synonymes) es una película dramática de coproducción internacional de 2019 dirigida por Nadav Lapid, a partir de un guion de Lapid y Haim Lapid. Está protagonizada por Tom Mercier, Quentin Dolmaire y Louise Chevillotte. Tuvo su estreno mundial en el Festival Internacional de Cine de Berlín el 13 de febrero de 2019, donde ganó el Oso de Oro y el Premio FIPRESCI (Competencia). Fue estrenada en Israel el 28 de febrero de 2019, en Francia el 27 de marzo de 2019 por SBS Distribution y en Alemania el 5 de septiembre de 2019 por Grand Film. La película recibió críticas positivas de los críticos.

## Trama
Un joven israelí se fuga a París para huir de su nacionalidad.

## Reparto
- Tom Mercier como Yoav
- Quentin Dolmaire como Emile
- fr como Carolina
- Uria Hayik como Yaron
- fr como Michel
- Léa Drucker como profesora de francés

## Estreno
La película tuvo su estreno mundial en el Festival Internacional de Cine de Berlín el 13 de febrero de 2019. La película se estrenó en Israel el 28 de febrero de 2019. Fue lanzado en Francia el 27 de marzo de 2019 por SBS Distribution. En mayo de 2019, Kino Lorber adquirió los derechos de distribución de la película en Estados Unidos. Fue estrenada en Alemania el 5 de septiembre de 2019 por Grand Film.
La película también se proyectó en el Festival Internacional de Cine de Toronto el 9 de septiembre de 2019. y en el Festival de Cine de Nueva York el 29 de septiembre de 2019. Fue lanzado en los Estados Unidos el 25 de octubre de 2019.

## Recepción de la crítica
Los sinónimos recibieron críticas positivas de los críticos de cine. Tiene an 88% en el sitio web del agregador de reseñas Rotten Tomatoes, basado en 90 reseñas, con un promedio de 7.3/10. El consenso crítico del sitio dice: "Synonyms se aferra a los problemas del tercer riel con una audacia emocionante, y aprovecha una energía que resulta tan desconcertante como infecciosa". En Metacritic, la película tiene una calificación de 84 sobre 100, basada en 21 críticos, lo que indica "aclamación universal".